# Athol (Massachusetts)
Athol es un pueblo ubicado en el condado de Worcester en el estado estadounidense de Massachusetts. En el Censo de 2010 tenía una población de 11.584 habitantes y una densidad poblacional de 134,1 personas por km².

## Geografía
Athol se encuentra ubicado en las coordenadas 42°34′33″N 72°13′47″O / 42.57583, -72.22972. Según la Oficina del Censo de los Estados Unidos, Athol tiene una superficie total de 86.39 km², de la cual 83.64 km² corresponden a tierra firme y (3.18%) 2.75 km² es agua.

## Demografía
Según el censo de 2010, había 11.584 personas residiendo en Athol. La densidad de población era de 134,1 hab./km². De los 11.584 habitantes, Athol estaba compuesto por el 95.3% blancos, el 0.98% eran afroamericanos, el 0.25% eran amerindios, el 0.73% eran asiáticos, el 0% eran isleños del Pacífico, el 0.98% eran de otras razas y el 1.76% pertenecían a dos o más razas. Del total de la población el 3.57% eran hispanos o latinos de cualquier raza.